# Hrabia Clarendon

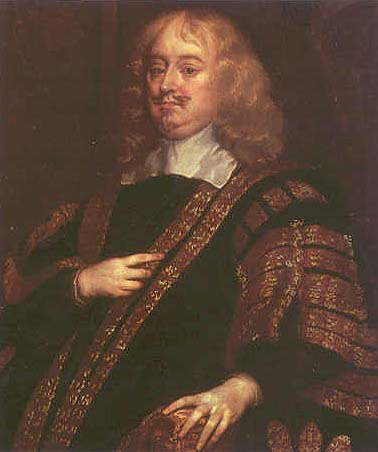
Portret Edwarda Hyde, hrabiego Clarendon 1. kreacji (1609-1674) Lorda Wielkiego Kanclerza Wielkiej Brytanii

Tytuł hrabiego Clarendon był kreowany raz w parostwie Anglii i raz w parostwie Wielkiej Brytanii
- Dodatkowe tytuły hrabiego Clarendon:
  - baron Hyde
- tytuł grzecznościowy najstarszego syna hrabiego Clarendon: lord Hyde
- Rodowa siedziba hrabiów Clarendon: Holywell House niedaleko Swanmore w Hampshire

## Lista hrabiów Clarendon
Hrabiowie Clarendon 1. kreacji (parostwo Anglii)
- 1661–1674: Edward Hyde, 1. hrabia Clarendon
- 1674–1709: Henry Hyde, 2. hrabia Clarendon
- 1709–1723: Edward Hyde, 3. hrabia Clarendon
- 1723–1753: Henry Hyde, 4. hrabia Clarendon i 2. hrabia Rochester

Hrabiowie Clarendon 2. kreacji (parostwo Wielkiej Brytanii)
- 1776–1786: Thomas Villiers, 1. hrabia Clarendon
- 1786–1824: Thomas Villiers, 2. hrabia Clarendon
- 1824–1838: John Charles Villiers, 3. hrabia Clarendon
- 1838–1870: George William Frederick Villiers, 4. hrabia Clarendon
- 1870–1914: Edward Hyde Villiers, 5. hrabia Clarendon
- 1914–1955: George Herbert Hyde Villiers, 6. hrabia Clarendon
- 1955 -: George Frederick Laurence Hyde Villiers, 7. hrabia Clarendon

Najstarszy syn 7. hrabiego Clarendon: George Edward Laurence Villiers, lord Hyde